# Le Boulou
Pour les articles homonymes, voir Boulou.
Le Boulou [lə bulu]  est une commune française située dans le sud-est du département des Pyrénées-Orientales, en région Occitanie. Sur le plan historique et culturel, la commune est dans le Vallespir, ancienne vicomté (englobée au Moyen Âge dans la vicomté de Castelnou), rattachée à la France par le traité des Pyrénées (1659) et correspondant approximativement à la vallée du Tech, de sa source jusqu'à Céret.
Exposée à un climat méditerranéen, elle est drainée par le Tech, la Maureillas, Correc del Salt de l'Aygue, la Valmagne et par divers autres petits cours d'eau. La commune possède un patrimoine naturel remarquable : un site Natura 2000 (« le Tech ») et trois zones naturelles d'intérêt écologique, faunistique et floristique.
Le Boulou est une commune urbaine qui compte 5 396 habitants en 2022, après avoir connu une forte hausse de la population depuis 1962. Elle est dans l'unité urbaine du Boulou et fait partie de l'aire d'attraction de Perpignan. Ses habitants sont appelés les Boulounencqs ou Boulounencques.
En catalan son nom est « el Voló ».

## Géographie

### Localisation
La commune du Boulou se trouve dans le département des Pyrénées-Orientales, en région Occitanie.
Elle se situe à 20 km à vol d'oiseau de Perpignan, préfecture du département, et à 8 km de Céret, sous-préfecture.
Les communes les plus proches sont :
Saint-Jean-Pla-de-Corts (3,4 km), Maureillas-las-Illas (4,1 km), Les Cluses (4,3 km), Montesquieu-des-Albères (4,3 km), Tresserre (4,4 km), Vivès (5,4 km), Banyuls-dels-Aspres (5,6 km), Villelongue-dels-Monts (6,0 km).
Sur le plan historique et culturel, Le Boulou fait partie du Vallespir, ancienne vicomté (englobée au Moyen Âge dans la vicomté de Castelnou), rattachée à la France par le traité des Pyrénées (1659) et correspondant approximativement à la vallée du Tech, de sa source jusqu'à Céret.

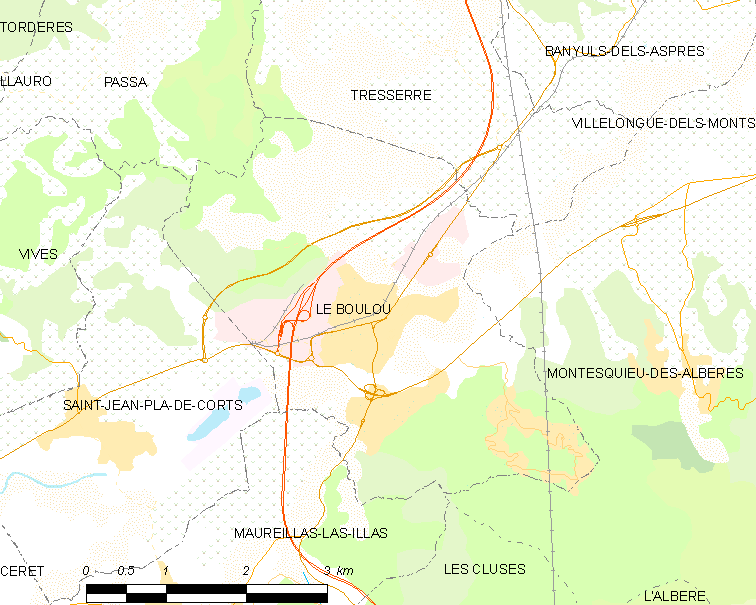
Situation de la commune.

| Passa                   | Tresserre                       |                         |
| Saint-Jean-Pla-de-Corts | du Boulou                       | Montesquieu-des-Albères |
| Maureillas-las-Illas    | Les Cluses (par un quadripoint) |                         |

### Géologie et relief
La superficie de la commune est de 1 442 hectares. L'altitude varie entre 55 et 363 mètres.
La commune est classée en zone de sismicité 3, correspondant à une sismicité modérée.

### Hydrographie
Le Boulou est notamment traversé par le Tech, fleuve côtier prenant sa source dans les Pyrénées près de la frontière avec l'Espagne et se jetant dans la mer Méditerranée près de Elne. Par ailleurs, la Rivière de Maureillas se jette dans le Tech au niveau du Boulou.

### Climat
Pour des articles plus généraux, voir Climat de l'Occitanie et Climat des Pyrénées-Orientales.
En 2010, le climat de la commune est de type climat méditerranéen franc, selon une étude du CNRS s'appuyant sur une série de données couvrant la période 1971-2000. En 2020, Météo-France publie une typologie des climats de la France métropolitaine dans laquelle la commune est exposée à un climat méditerranéen et est dans une zone de transition entre les régions climatiques « Pyrénées orientales » et « Provence, Languedoc-Roussillon ».
Pour la période 1971-2000, la température annuelle moyenne est de 14,9 °C, avec une amplitude thermique annuelle de 15,2 °C. Le cumul annuel moyen de précipitations est de 841 mm, avec 6,4 jours de précipitations en janvier et 3,5 jours en juillet. Pour la période 1991-2020, la température moyenne annuelle observée sur la station météorologique la plus proche, située sur la commune de Vivès à 5 km à vol d'oiseau, est de 15,8 °C et le cumul annuel moyen de précipitations est de 669,2 mm,. Pour l'avenir, les paramètres climatiques de la commune estimés pour 2050 selon différents scénarios d’émission de gaz à effet de serre sont consultables sur un site dédié publié par Météo-France en novembre 2022.

### Milieux naturels et biodiversité

#### Réseau Natura 2000

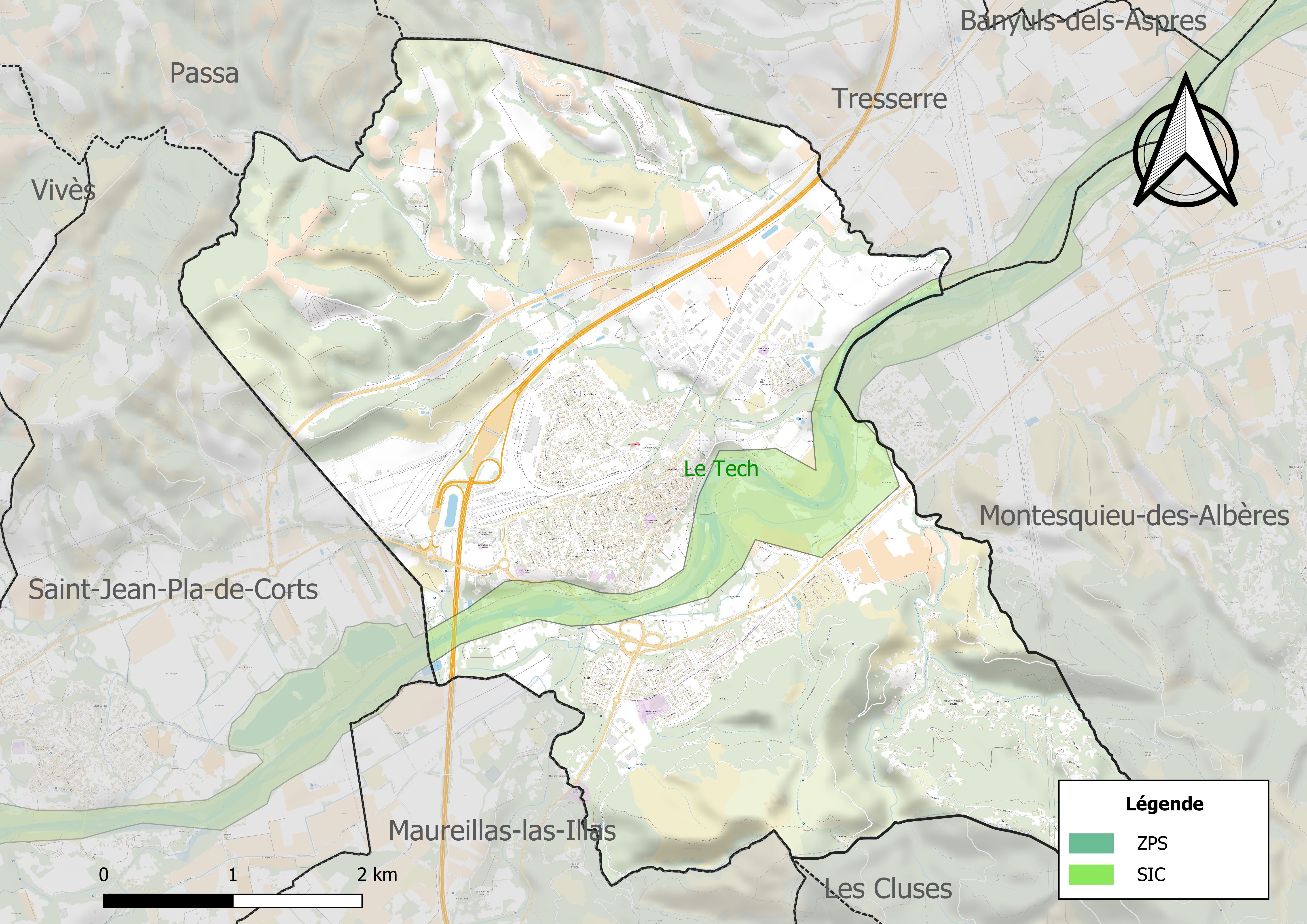
Site Natura 2000 sur le territoire communal.

Le réseau Natura 2000 est un réseau écologique européen de sites naturels d'intérêt écologique élaboré à partir des directives habitats et oiseaux, constitué de zones spéciales de conservation (ZSC) et de zones de protection spéciale (ZPS).
Un site Natura 2000 a été défini sur la commune au titre de la directive habitats : « le Tech », d'une superficie de 1 467 ha, héberge le Barbeau méridional qui présente une très grande variabilité génétique dans tout le bassin versant du Tech. Le haut du bassin est en outre colonisé par le Desman des Pyrénées.

#### Zones naturelles d'intérêt écologique, faunistique et floristique
L’inventaire des zones naturelles d'intérêt écologique, faunistique et floristique (ZNIEFF) a pour objectif de réaliser une couverture des zones les plus intéressantes sur le plan écologique, essentiellement dans la perspective d’améliorer la connaissance du patrimoine naturel national et de fournir aux différents décideurs un outil d’aide à la prise en compte de l’environnement dans l’aménagement du territoire.
Une ZNIEFF de type 1 est recensée sur la commune :
la « vallée du Tech de Céret à Ortaffa » (611 ha), couvrant 10 communes du département et deux ZNIEFF de type 2, :
- le « massif des Albères » (10 837 ha), couvrant 10 communes du département[19] ;
- la « rivière le Tech » (933 ha), couvrant 14 communes du département[20].

Carte des ZNIEFF de type 1 et 2 au Boulou.
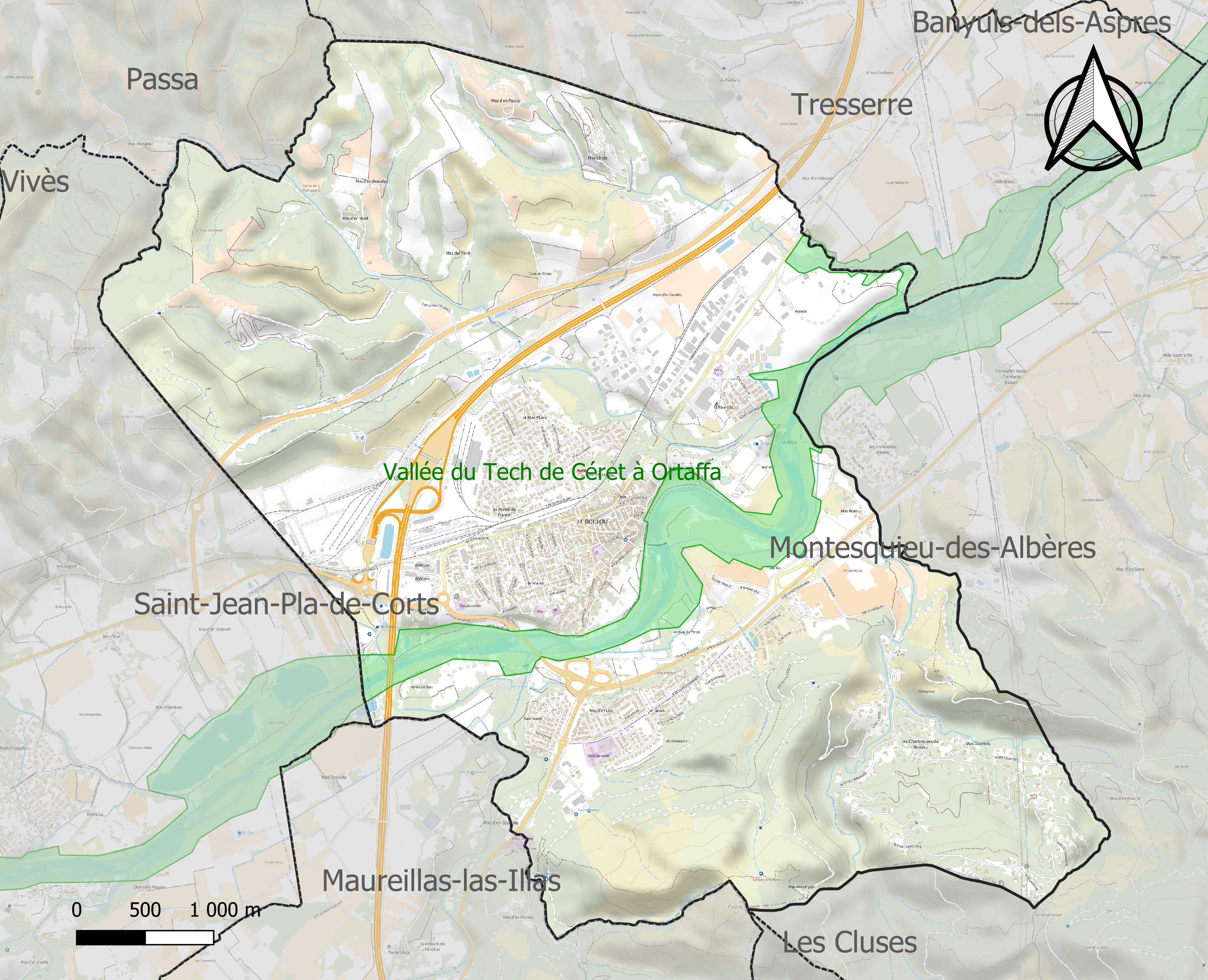
Carte de la ZNIEFF de type 1 sur la commune.
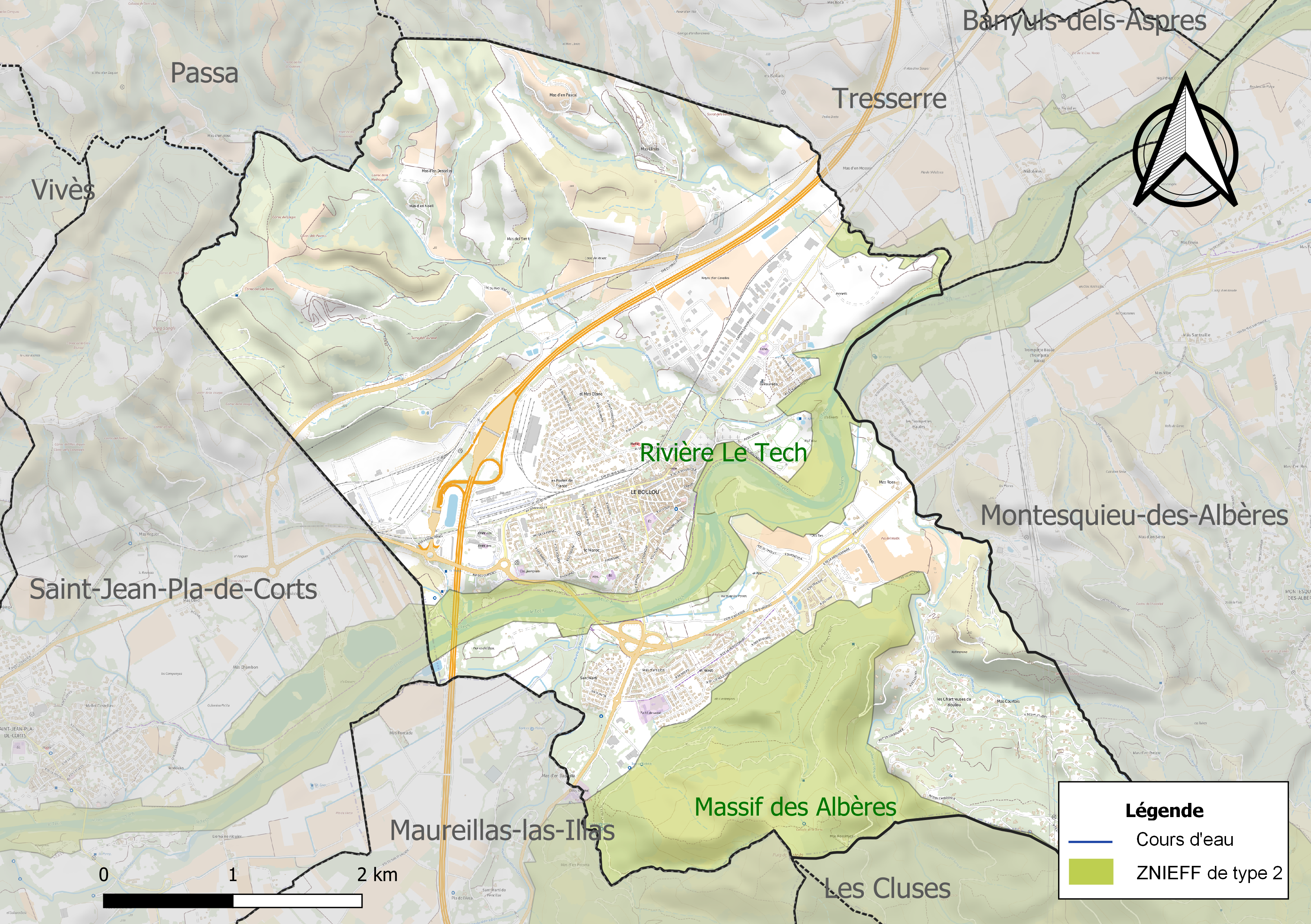
Carte des ZNIEFF de type 2 sur la commune.

## Urbanisme

### Typologie
Au 1er janvier 2024, Le Boulou est catégorisée petite ville, selon la nouvelle grille communale de densité à sept niveaux définie par l'Insee en 2022.
Elle appartient à l'unité urbaine de Le Boulou, une unité urbaine monocommunale constituant une ville isolée,. Par ailleurs la commune fait partie de l'aire d'attraction de Perpignan, dont elle est une commune de la couronne,. Cette aire, qui regroupe 118 communes, est catégorisée dans les aires de 200 000 à moins de 700 000 habitants,.

### Occupation des sols

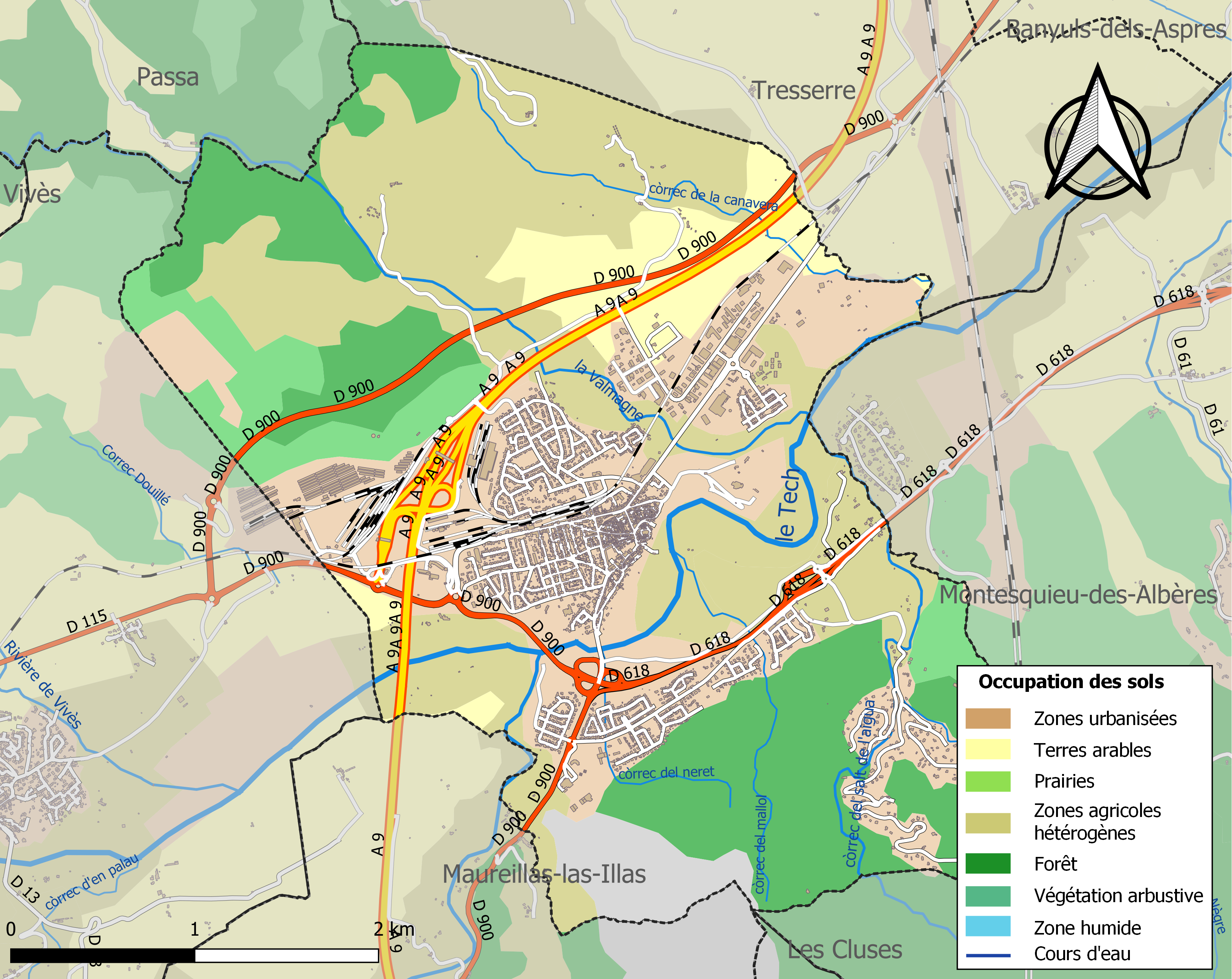
Carte des infrastructures et de l'occupation des sols de la commune en 2018 (CLC).

L'occupation des sols de la commune, telle qu'elle ressort de la base de données européenne d’occupation biophysique des sols Corine Land Cover (CLC), est marquée par l'importance des territoires agricoles (39 % en 2018), en diminution par rapport à 1990 (46,3 %). La répartition détaillée en 2018 est la suivante :
zones agricoles hétérogènes (32,1 %), forêts (20,7 %), zones urbanisées (19 %), zones industrielles ou commerciales et réseaux de communication (11,9 %), cultures permanentes (6,8 %), milieux à végétation arbustive et/ou herbacée (5,7 %), espaces ouverts, sans ou avec peu de végétation (2,8 %), mines, décharges et chantiers (1 %).
L'IGN met par ailleurs à disposition un outil en ligne permettant de comparer l’évolution dans le temps de l’occupation des sols de la commune (ou de territoires à des échelles différentes). Plusieurs époques sont accessibles sous forme de cartes ou photos aériennes : la carte de Cassini (XVIIIe siècle), la carte d'état-major (1820-1866) et la période actuelle (1950 à aujourd'hui).

### Voies de communication et transports
La ville du Boulou est reliée à Perpignan par la D 900, à Argelès-sur-Mer par la D 618 et à Céret par la D 115. L'autoroute A9 oriente vers Perpignan ou La Jonquera en Espagne.
Plusieurs lignes du réseau régional liO desservent la commune : la 530 (Arles-sur-Tech - Perpignan), 533 (Le Perthus - Perpignan), 550 (Céret - Argelès-sur-Mer), 551 (Montesquieu-des-Albères - Le Boulou).
Elle dispose aussi de deux navettes gratuites : la "navette urbaine" et la "navette thermale".
La commune dispose d'une gare dédiée uniquement au trafic fret sur la ligne d'Elne à Arles-sur-Tech.

### Risques majeurs
Le territoire de la commune du Boulou est vulnérable à différents aléas naturels : inondations, climatiques (grand froid ou canicule), feux de forêts, mouvements de terrains et séisme (sismicité modérée). Il est également exposé à un risque technologique, le transport de matières dangereuses, et à un risque particulier, le risque radon,.

#### Risques naturels
Certaines parties du territoire communal sont susceptibles d’être affectées par le risque d’inondation par crue torrentielle de cours d'eau du bassin du Tech.
Les mouvements de terrains susceptibles de se produire sur la commune sont soit des mouvements liés au retrait-gonflement des argiles, soit des glissements de terrains, soit des chutes de blocs. Une cartographie nationale de l'aléa retrait-gonflement des argiles permet de connaître les sols argileux ou marneux susceptibles vis-à-vis de ce phénomène.
Ces risques naturels sont pris en compte dans l'aménagement du territoire de la commune par le biais d'un plan de prévention des risques inondations, mouvements de terrains et feux de forêts.

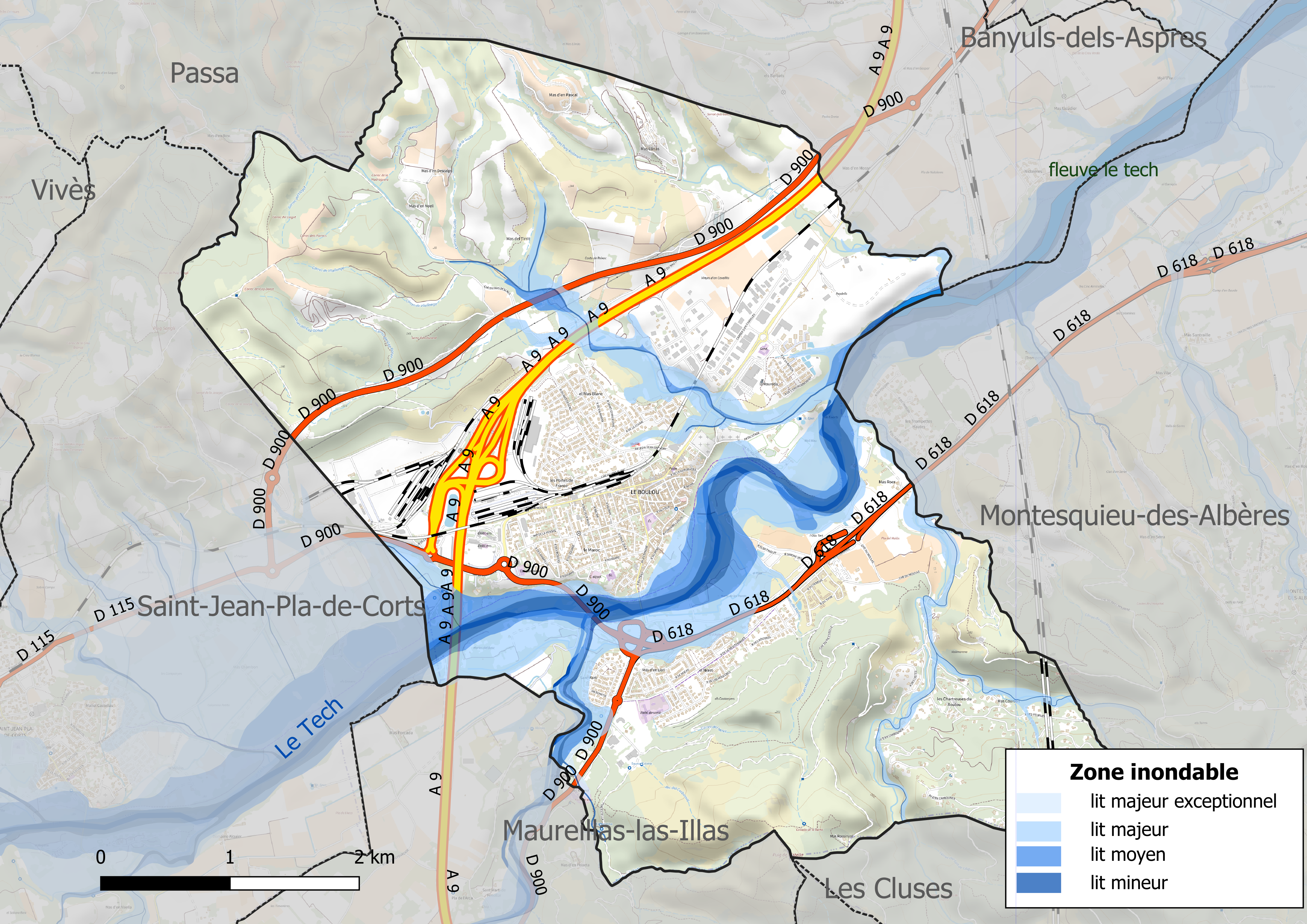
Carte des zones inondables.
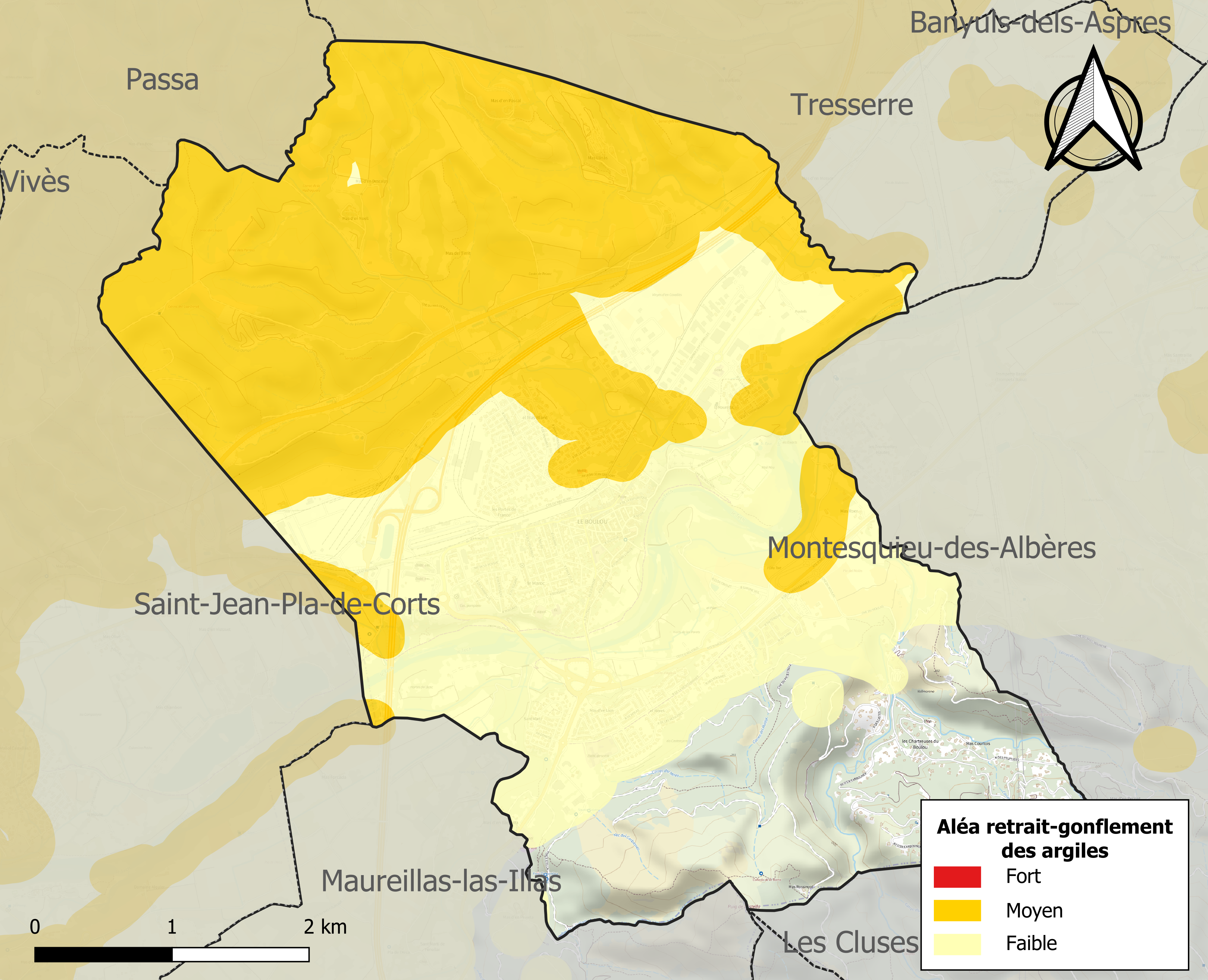
Carte des zones d'aléa retrait-gonflement des argiles.

#### Risques technologiques
Le risque de transport de matières dangereuses sur la commune est lié à sa traversée par des infrastructures routières et ferroviaires importantes et la présence d'une canalisation de transport de gaz. Un accident se produisant sur de telles infrastructures est en effet susceptible d’avoir des effets graves au bâti ou aux personnes jusqu’à 350 m, selon la nature du matériau transporté. Des dispositions d’urbanisme peuvent être préconisées en conséquence.

#### Risque particulier
Dans plusieurs parties du territoire national, le radon, accumulé dans certains logements ou autres locaux, peut constituer une source significative d’exposition de la population aux rayonnements ionisants. Toutes les communes du département sont concernées par le risque radon à un niveau plus ou moins élevé. Selon la classification de 2018, la commune du Boulou est classée en zone 2, à savoir zone à potentiel radon faible mais sur lesquelles des facteurs géologiques particuliers peuvent faciliter le transfert du radon vers les bâtiments.

## Toponymie
Formes du nom
Les premières mentions du nom datent de 976 :
- le 30 juillet, Oliba Cabreta, comte de Cerdagne et de Besalu s'engage à protéger Minimilla, dame de Saint-Jean-Pla-de-Corts, ainsi que ses possessions, dont celle du Volo (in Volone) ;
- le 30 août, une personne connue sous le nom de Sundurla, ainsi que son fils Guimara, s'engagent à donner à l'église d'Elne des biens sis à Ursigà (Ursigano) au Volo (ad ipso Volone).

Le nom de la commune en catalan est El Voló.
Étymologie
Volo viendrait d'un terme signifiant falaise ou côte escarpée.

## Histoire

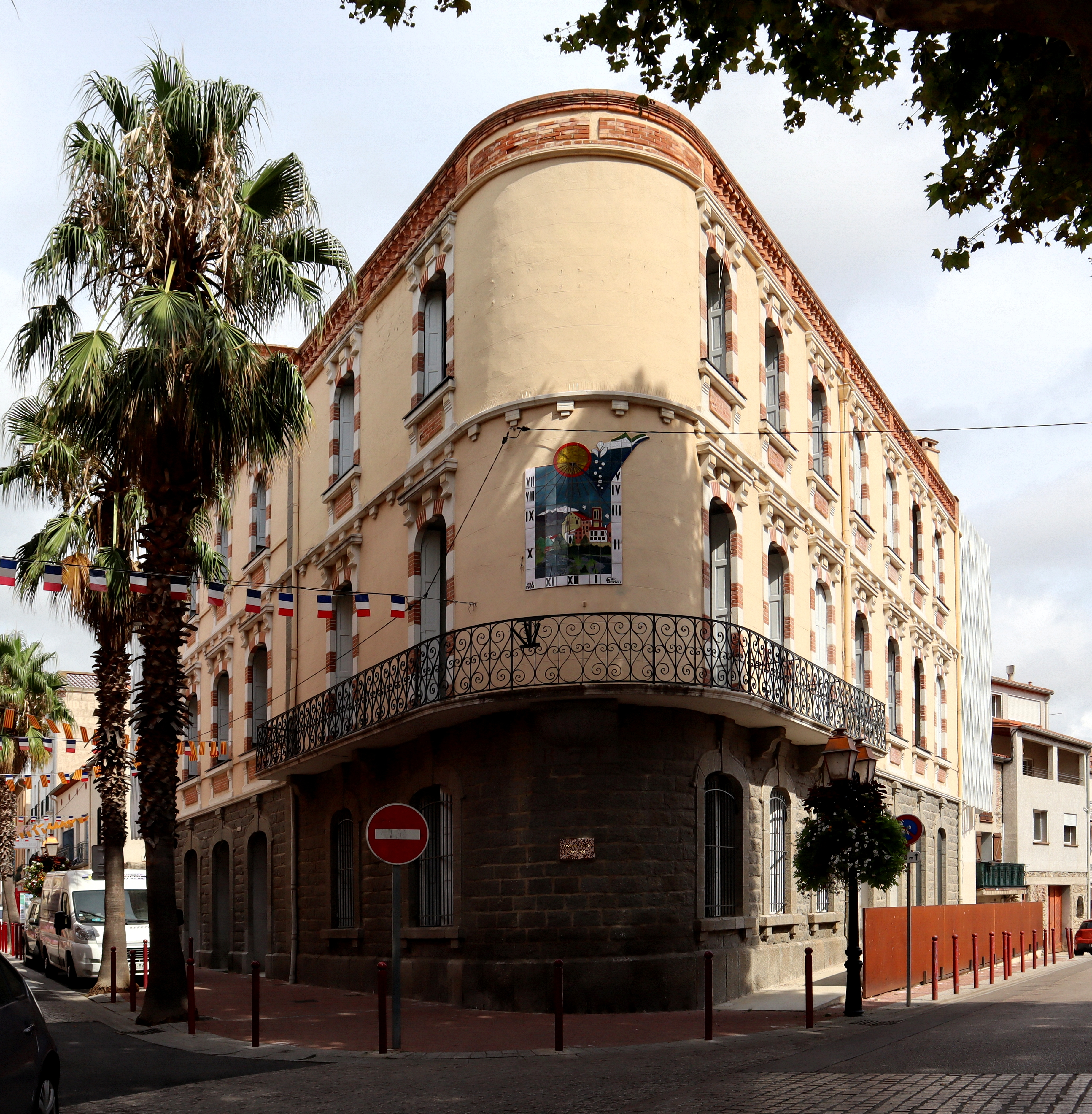
Ancienne Mairie (1912)

Les premières mentions du Boulou au Xe siècle révèlent un territoire partagé entre différents maîtres, notamment l'église d'Elne et Minimilla, dame de Saint-Jean-Pla-de-Corts. La localité semble passer au XIe siècle entre les mains des seigneurs de Montesquieu, possession confirmée en 1198 par Pierre II d'Aragon en faveur de Guillem de Montesquieu. En 1172, le Boulou partage avec Perpignan, Prats-de-Mollo, Thuir, Salses, Argelès et Collioure, une partie du Pouvoir législatif du Royaume d’Aragon. À partir du XIVe siècle, la seigneurie revient dans le domaine royal,.
À la fin du XVIIe siècle, Bernard de Kennedy, catholique originaire d'Irlande et arrivé en France avec la suite de Jacques II d'Angleterre, s'établit au Boulou et obtient la naturalisation française de la part de Louis XIV. Son petit-fils Côme de Kennedy devient co-seigneur engagiste du Boulou à partir de 1755. Joseph de Kennedy, fils de Côme, est seigneur du Boulou au moment de la Révolution française. Sa maison sert de quartier général au général Antonio Ricardos lors de la première bataille du Boulou gagnée par les Espagnols en 1793. Cela lui vaut d'être guillotiné après un procès expéditif le 2 mai 1794, au lendemain de la deuxième bataille du Boulou, victoire française cette fois-ci.
En 1962, après un rapport du Corps des ponts et chaussées, le pont suspendu datant de 1847 est démoli.

## Politique et administration

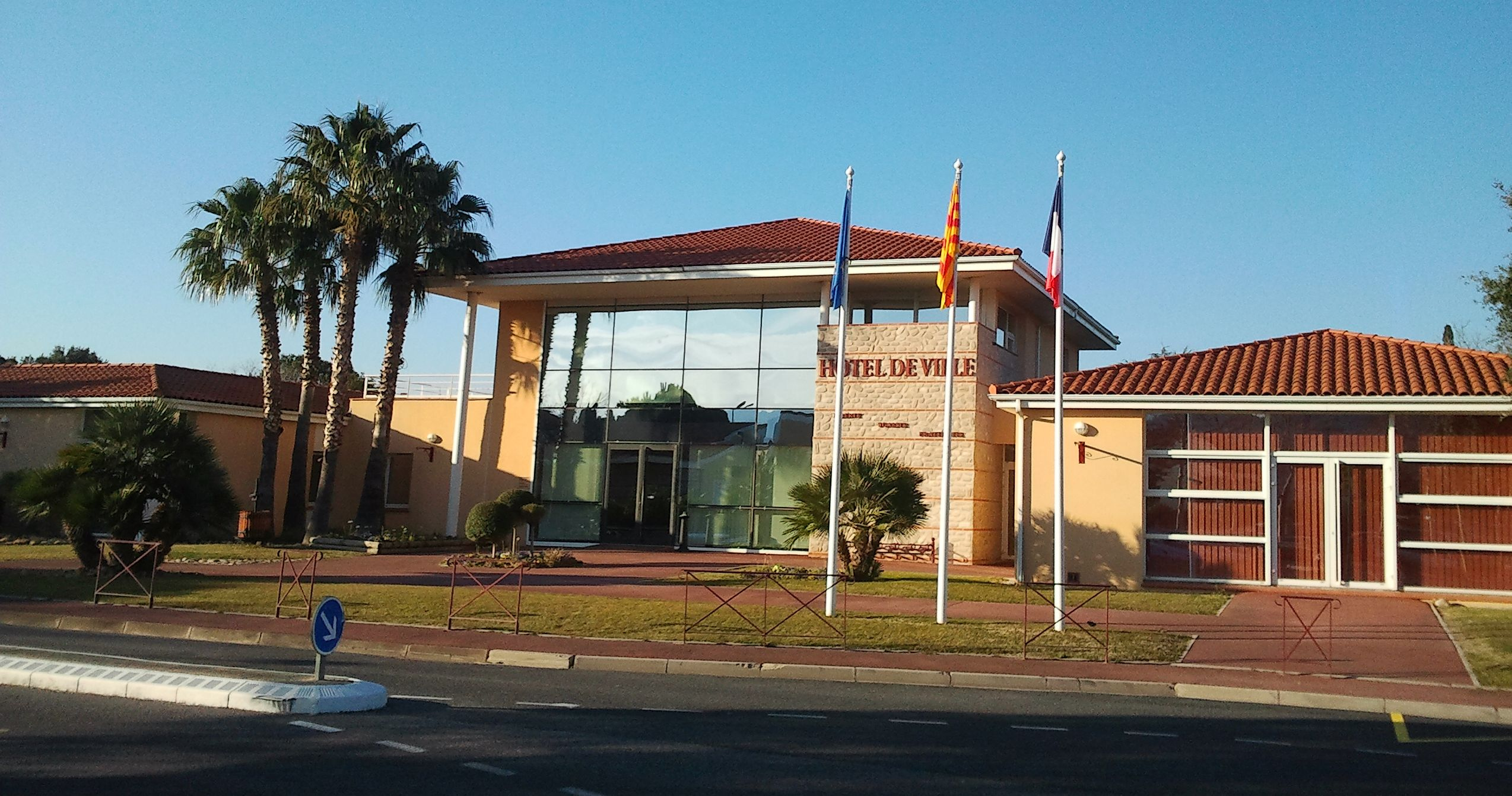
La mairie du Boulou.

### Canton
La commune du Boulou fait partie du canton de Céret depuis sa création en 1790. À compter des élections départementales de 2015, la commune est incluse dans le nouveau canton de Vallespir-Albères.

### Jumelage
Tourreilles (2016)

## Population et société

### Démographie ancienne
La population est exprimée en nombre de feux (f) ou d'habitants (H).
| 1355  | 1359  | 1365  | 1378 | 1424  | 1470 | 1515 | 1553 | 1643 |
| ----- | ----- | ----- | ---- | ----- | ---- | ---- | ---- | ---- |
| 139 f | 158 f | 139 f | 93 f | 178 f | 34 f | 38 f | 41 f | 12 f |

| 1709 | 1720  | 1730  | 1755  | 1765  | 1767  | 1774  | 1789  | - |
| ---- | ----- | ----- | ----- | ----- | ----- | ----- | ----- | - |
| 96 f | 127 f | 116 f | 129 f | 300 H | 583 H | 116 f | 148 f | - |

### Démographie contemporaine
L'évolution du nombre d'habitants est connue à travers les recensements de la population effectués dans la commune depuis 1793. Pour les communes de moins de 10 000 habitants, une enquête de recensement portant sur toute la population est réalisée tous les cinq ans, les populations de référence des années intermédiaires étant quant à elles estimées par interpolation ou extrapolation. Pour la commune, le premier recensement exhaustif entrant dans le cadre du nouveau dispositif a été réalisé en 2004.

En 2022, la commune comptait 5 396 habitants, en évolution de −4,19 % par rapport à 2016 (Pyrénées-Orientales : +3,92 %, France hors Mayotte : +2,11 %).
| 1793 | 1800 | 1806 | 1821 | 1831  | 1836  | 1841  | 1846  | 1851  |
| ---- | ---- | ---- | ---- | ----- | ----- | ----- | ----- | ----- |
| 480  | 620  | 719  | 918  | 1 079 | 1 201 | 1 242 | 1 295 | 1 333 |

| 1856  | 1861  | 1866  | 1872  | 1876  | 1881  | 1886  | 1891  | 1896  |
| ----- | ----- | ----- | ----- | ----- | ----- | ----- | ----- | ----- |
| 1 253 | 1 207 | 1 309 | 1 353 | 1 478 | 1 588 | 1 748 | 1 754 | 1 889 |

| 1901  | 1906  | 1911  | 1921  | 1926  | 1931  | 1936  | 1946  | 1954  |
| ----- | ----- | ----- | ----- | ----- | ----- | ----- | ----- | ----- |
| 1 954 | 1 768 | 1 937 | 1 701 | 1 830 | 1 918 | 2 076 | 2 074 | 2 198 |

| 1962  | 1968  | 1975  | 1982  | 1990  | 1999  | 2004  | 2006  | 2009  |
| ----- | ----- | ----- | ----- | ----- | ----- | ----- | ----- | ----- |
| 2 512 | 2 921 | 3 709 | 4 292 | 4 436 | 4 428 | 4 858 | 5 066 | 5 410 |

| 2014  | 2019  | 2022  | - | - | - | - | - | - |
| ----- | ----- | ----- | - | - | - | - | - | - |
| 5 573 | 5 278 | 5 396 | - | - | - | - | - | - |

| selon la population municipale des années : | 1968 | 1975 | 1982 | 1990 | 1999 | 2006 | 2009 | 2013 |
| Rang de la commune dans le département      | 16   | 15   | 17   | 19   | 21   | 18   | 17   | 17   |
| Nombre de communes du département           | 232  | 217  | 220  | 225  | 226  | 226  | 226  | 226  |

### Enseignement
Le Boulou possède une école maternelle et une école élémentaire, ainsi qu’une crèche. La construction d’un collège est en projet .

### Manifestations culturelles et festivités
- Fête patronale et communale : 15 août[55] ;
- Foire : 1er dimanche de septembre[55].

### Santé
Le Boulou est une ville thermale. Longtemps célèbre pour son eau a propriété curative dite « Eau du Boulou » la production est aujourd'hui stoppée depuis le début de l’été 2000.
La ville était surnommé « le Vichy du midi ».
La commune possède un cabinet médical, un cabinet de psychologue, un cabinet de sophrologue et d'hypnothérapeute et deux pharmacies (une au centre-ville, l'autre près du centre médical)[réf. nécessaire].

### Cultes

#### Catholique
- Chapelle Saint-Antoine (ca).
- Chapelle Saint-Philippe (ca)’
- Église Sainte-Marguerite de Molas.
- Eglise Sainte Marie.

#### Protestant
- Église Évangélique, La Porte Ouverte Chrétienne[58].

### Sports

#### Rugby
Le club est fondé le 25 octobre 1921. Le club a souvent varié passant du Rugby à XV au Rugby à XIII. Le club fusionne en 2017 avec le club Sorède-Albères afin de créer l’Entente Le Boulou Sorède. L'école de rugby existe cependant encore en 2025.

##### Historique
De 1921-1934, c’est un club de Rugby à XV. À la suite du départ de François Noguères, Martin Serre et  Aimé Bardes, il passa au Rugby à XIII de 1935 à 1940. Cependant, après l’interdiction du rugby à XIII par le régime de Pétain, il retourna au rugby à XV de 1940 à 1946. Une fois le rugby à XIII de nouveau autorisé, il revint a celui-ci de 1946 à 1950. Entre 1950 et 1970, le club variait entre le XV et XIII, jouant parfois les 2 saisons où aucune en fonction des années. On peut juste noter qu’en 1968, le club était un club de rugby à XIII. C’est en 1971 que le club se fixa en Rugby à XV. En 1989, le club devient Champion de France de rugby à XV de 2e série, en battant l’équipe landaise de l’Entente Lesperon/Onesse sur le score de 22-19. Le club effectua sa saison 2010-2011 en Fédérale 3, puis avec 3 victoires pour 19 défaites, il rejoignit la Régionale 1 où ils s’imposèrent en battant le RC Les Boucles de la Marne 40 à 12 face à 600 spectateurs. Le club marqua donc son retour en Fédérale 3 pour la saison 2012-2013. Lors de la saison 2013-2014, le club atteint les trente-deuxième de finale, où ils sont vaincus par la Jeunesse olympique pradéenne Conflent Canigou rugby 25 à 19. La saison suivante (2014-2015) se conclut par la relégation du club en Régionale 1,,,,.

##### Palmarès[66]

###### Rugby à XV
- Champion de France Honneur : 2012
- Champion de France 2e série : 1989
- Finaliste du championnat de France 2e série : 2006
- Champion du Roussillon Honneur : 1992, 2009
- Champion du Pays Catalan Honneur : 2012
- Champion du Roussillon Réserves Honneur : 2011
- Champion du Roussillon Promotion d'Honneur : 2008
- Champion du Roussillon 1re série : 2007
- Champion du Roussillon 2e série : 1989, 2000, 2006
- Champion du Roussillon 3e série : 1999, 2005
- Champion du Roussillon 4e série : 1987, 1998, 2004
- Champion du Roussillon 5e série : 1986

###### Rugby à XIII
- Finaliste du championnat de France de la catégorie amateur: 1936
- Finaliste du championnat de France catégorie Promotion : 1947
- Champion du Roussillon cadet : 1968

##### Anciens Joueurs
Parmi ses anciens joueurs, le club peut citer : Francois Noguères, Aimé Bardes, Philippe Boher et Martin Serre.

#### Natation
Le Boulou possède une piscine municipale avec 3 bassins, un de 1,80 m à 1,50 m, un de 1,20 m à 0,60 m et un de 0,1 m et un pentaglisse.
Un club de natation, Le Boulou Natation, existe depuis 2012.

## Économie

### Revenus
En 2018, la commune compte 2 714 ménages fiscaux, regroupant 5 506 personnes. La médiane du revenu disponible par unité de consommation est de 19 010 € (19 350 € dans le département). 40 % des ménages fiscaux sont imposés (42,1 % dans le département).

### Emploi
|                | 2008   | 2013   | 2018   |
| -------------- | ------ | ------ | ------ |
| Commune        | 12,4 % | 13,5 % | 13,4 % |
| Département    | 10,3 % | 12,9 % | 13,3 % |
| France entière | 8,3 %  | 10 %   | 10 %   |

En 2018, la population âgée de 15 à 64 ans s'élève à 2 860 personnes, parmi lesquelles on compte 70,6 % d'actifs (57,2 % ayant un emploi et 13,4 % de chômeurs) et 29,4 % d'inactifs,. Depuis 2008, le taux de chômage communal (au sens du recensement) des 15-64 ans est supérieur à celui de la France et du département.
La commune fait partie de la couronne de l'aire d'attraction de Perpignan, du fait qu'au moins 15 % des actifs travaillent dans le pôle,. Elle compte 1 952 emplois en 2018, contre 2 041 en 2013 et 1 963 en 2008. Le nombre d'actifs ayant un emploi résidant dans la commune est de 1 697, soit un indicateur de concentration d'emploi de 115 % et un taux d'activité parmi les 15 ans ou plus de 45,1 %.
Sur ces 1 697 actifs de 15 ans ou plus ayant un emploi, 686 travaillent dans la commune, soit 40 % des habitants. Pour se rendre au travail, 83,1 % des habitants utilisent un véhicule personnel ou de fonction à quatre roues, 1,7 % les transports en commun, 10,1 % s'y rendent en deux-roues, à vélo ou à pied et 5,1 % n'ont pas besoin de transport (travail au domicile).

### Activités
Il existait au XIXe siècle une forte industrie du liège et de la fabrication des bouchons avec de nombreuses usines dont quelques-unes sont encore en activité dont Abel et les Bouchons Trescases.
Aujourd'hui, Le Boulou est une station thermale reconnue et qui est encore en plein développement avec un fort retour pour l'économie touristique tant pour les locations immobilières que pour les activités de loisirs greffées aux thermes (casino, campings, hôtels).
La ville du Boulou dispose de grandes infrastructures dans la zone autoroutière qui est la dernière sortie en France avant de franchir la frontière espagnole. De nombreuses voitures neuves transitent par la gare pour y être stockées avant d’être expédiées via l'autoroute en Espagne.
Après le centre-ville où il demeure de nombreux artisans, l'essentiel de l'économie et des emplois réside dans la zone artisanale et commerciale du Boulou où de grandes enseignes de distribution, de petits artisans, des restaurants se développent depuis de nombreuses années.

## Culture locale et patrimoine

### Monuments et lieux touristiques
- L'église Sainte-Marie du Boulou,  Classé MH (1910, Porche)[68] ;  Classé MH (1938, Portail)[68]. Église d'origine romane, en partie reconstruite au XIVe siècle ;
- L'église Sainte-Marguerite de Molas, autre église romane ;
- La Chapelle Saint-Antoine (ca), déjà citée au XVe siècle et qui contient un retable du XVIIIe siècle[30] ;
- La Chapelle Saint-Philippe (ca), située près du hameau Les Thermes, construite vers 1910 et à laquelle est rajouté un clocher en 1930.
- La Casa del Voló, musée historique de la ville et des environs, ouvert en 2015[69].
- La Tour Quadrangulaire, vestige des Remparts du Boulou (ca) ;
- Le Chemin de la Bataille du Boulou (1794).
- La Maison de l’eau et de la Méditerranée, musée à thème[70] ;
- L’espace culturel Max Havart, Micro-Folie, musée d’une initiative gouvernementale
- Dolmen de la Creu del Senyal, un dolmen en ruine

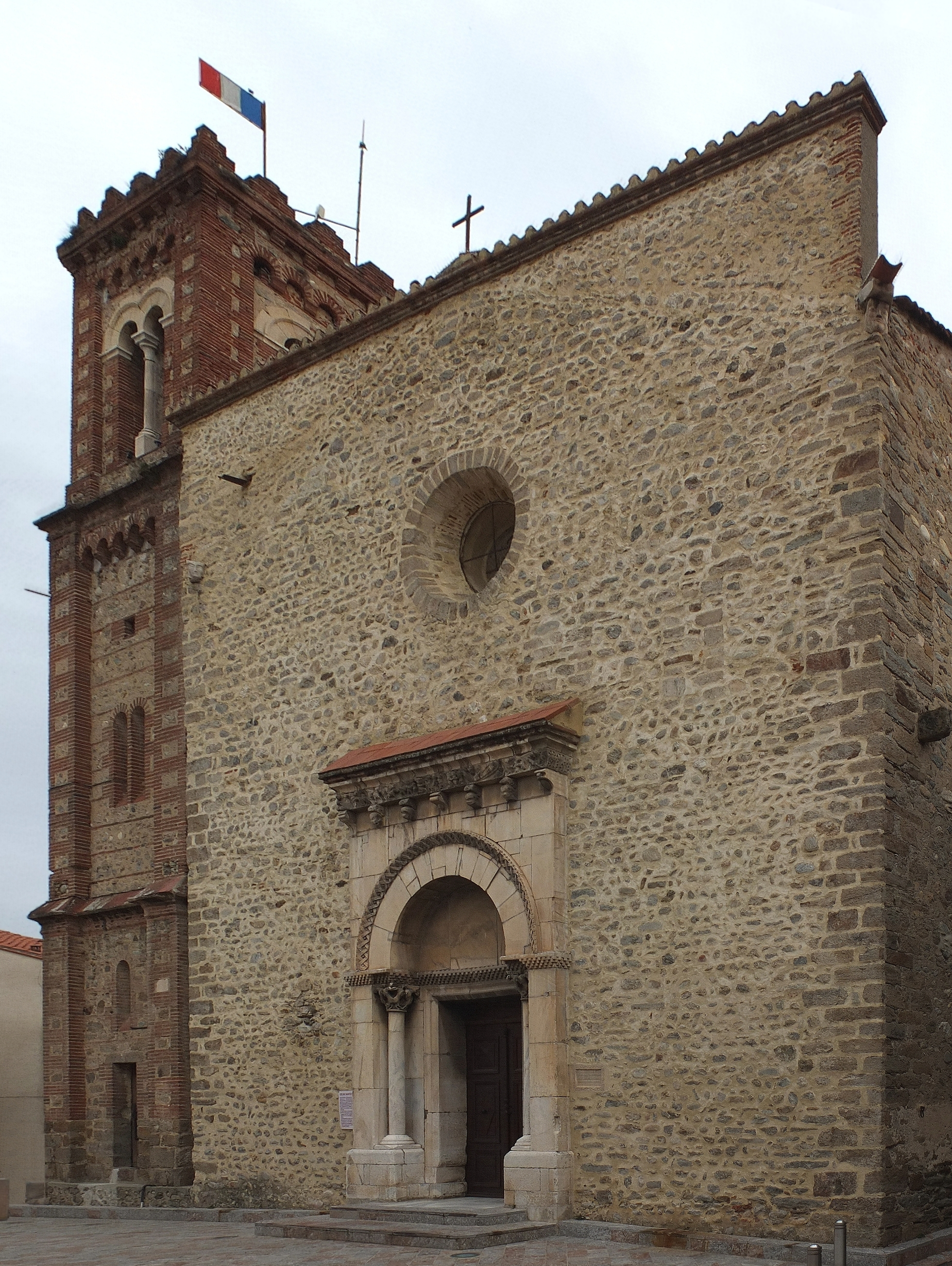
L'église Sainte-Marie.
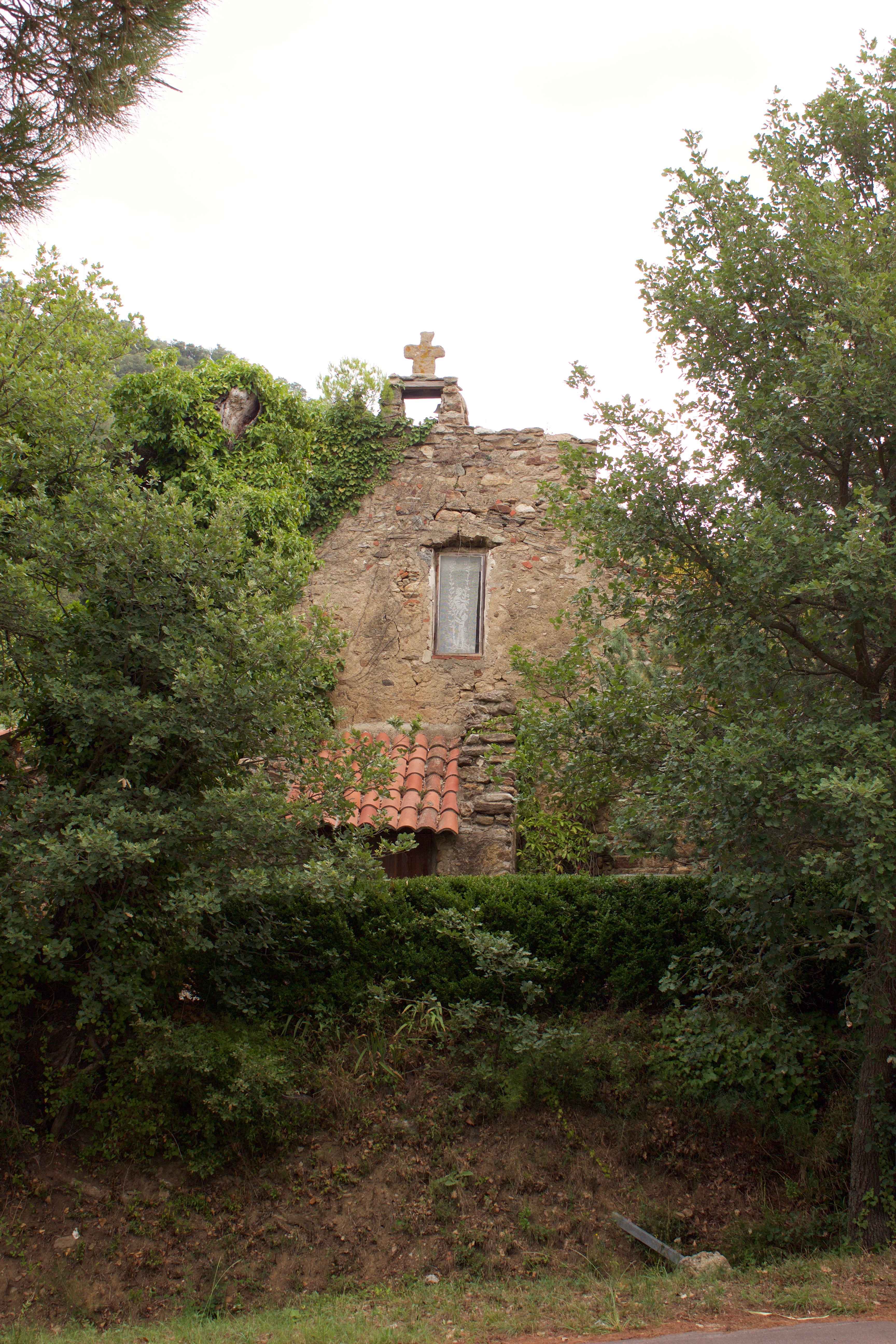
L'église Sainte-Marguerite.
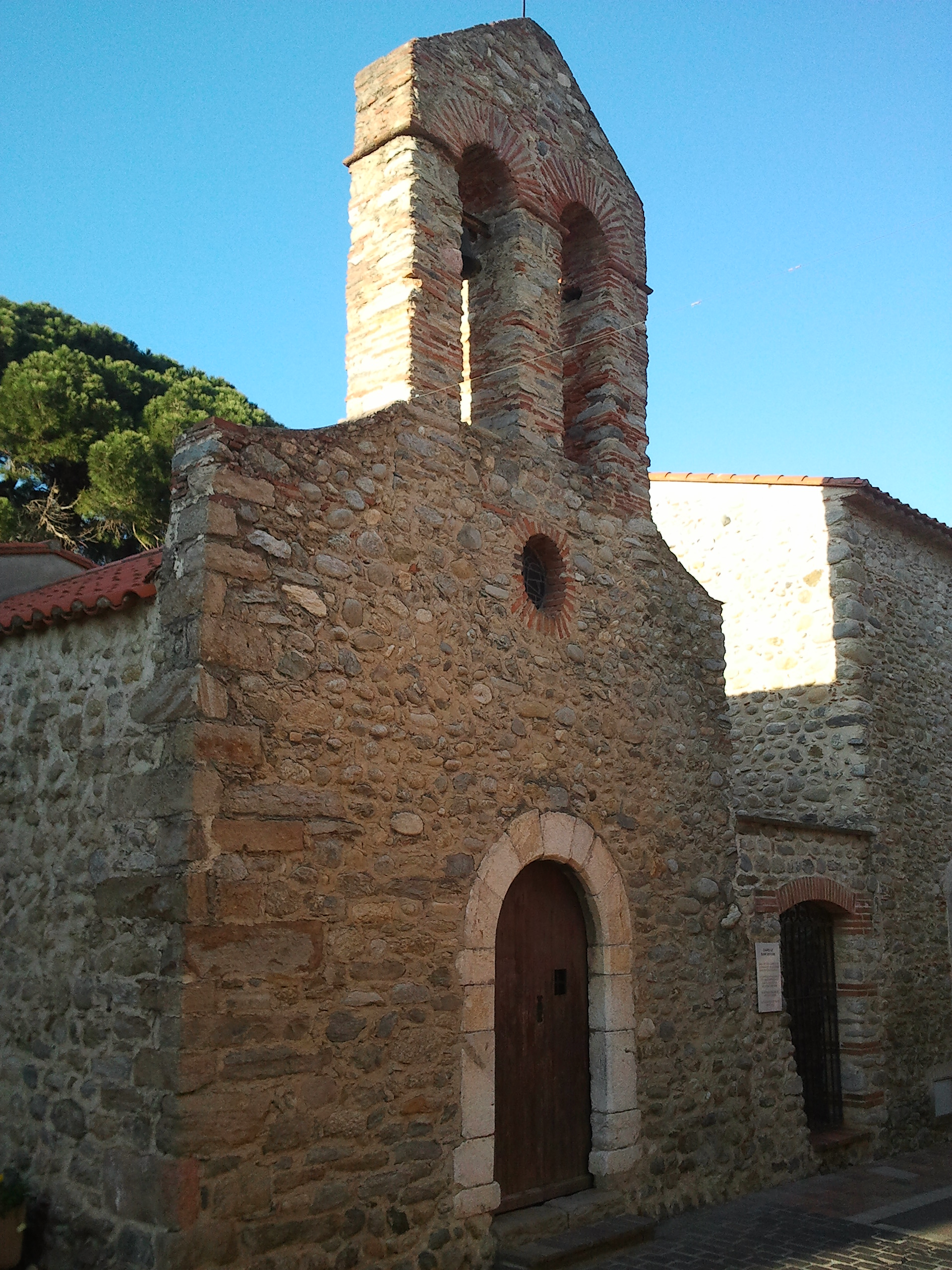
La chapelle Saint-Antoine
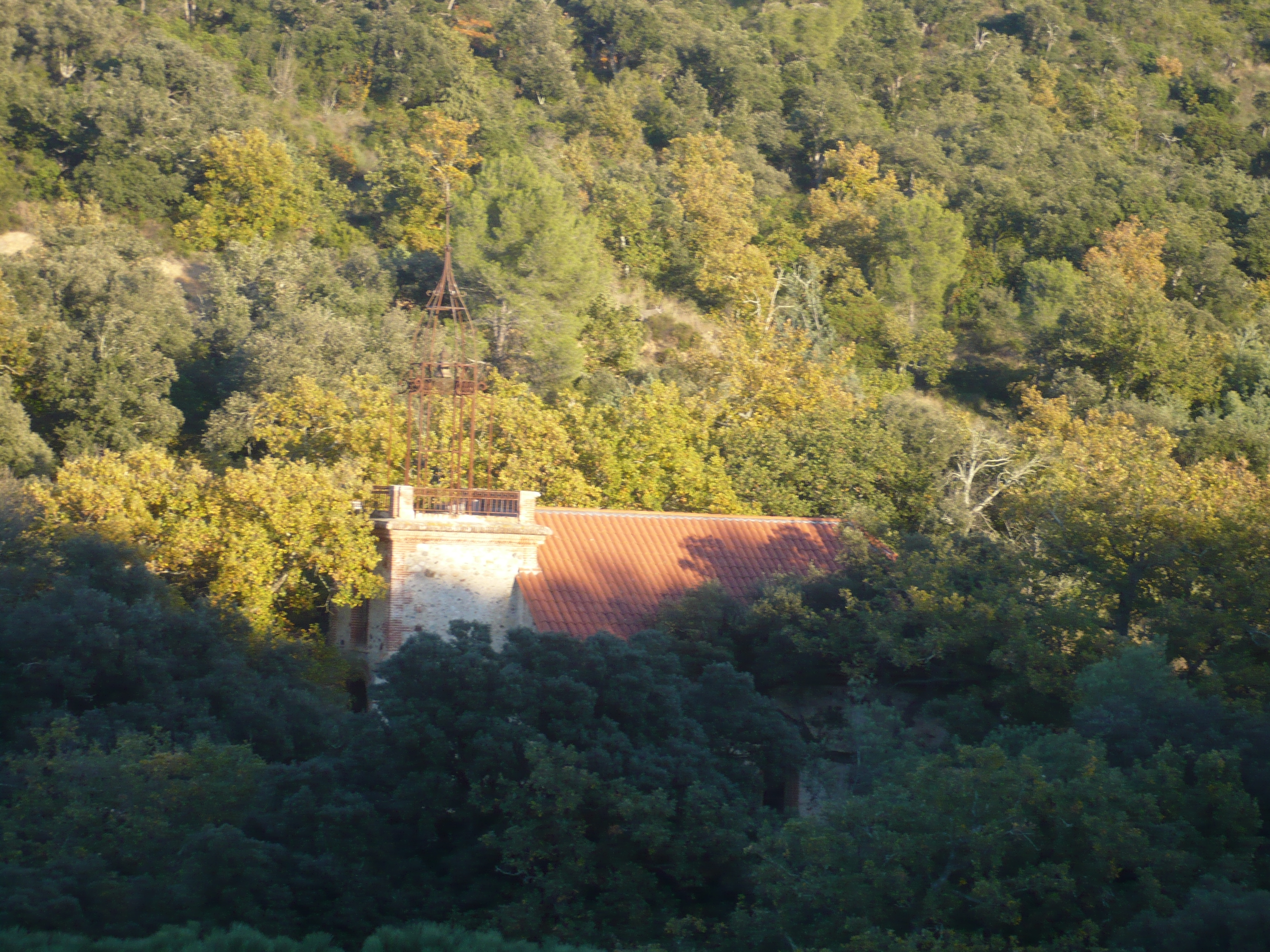
La chapelle Saint-Philippe.

### Personnalités liées à la commune
- Joseph Chambon, baron de Limoron (1757-1833) : militaire français des XVIIIe et XIXe siècles né au Boulou ;
- Jean Pous (1875-1973) : sculpteur et dessinateur d'art brut d'origine espagnole ayant passé toute sa vie adulte au Boulou ;
- Vladimir Nabokov (1899-1977) : l'écrivain russe séjourna au Boulou de février à juin 1929 et y écrivit l'essentiel de son roman La Défense Loujine[71] publié l'année suivante ;
- François Noguères (1912-1991) : joueur de rugby à XV et de rugby à XIII, le complexe sportif de la ville porte son nom ;
- Aimé Bardes (1914-2005) : joueur international de rugby à 15 né au Boulou ;
- François Joseph Vincent Bobo-Barrière (1894-1929), joueur de rugby à XV pour le Stade olympien perpignanais, le Sporting Club universitaire de France rugby, l'Olympique et le Red Star Olympique rugby est né au Boulou[72];
- Martin Serre (1909-1992) : joueur de rugby à XIII ;
- Henri Torrent (1922-2004) : médecin et réalisateur né au Boulou ;
- Joan-Lluís Lluís (1963-) : écrivain d'expression catalane ayant passé enfance et adolescence au Boulou ;
- Josep Irla, un politicien catalan y vécut lors de son exil ;
- Rosa Laviña (en), une politicienne catalane y vécut durant 9 mois lors de son exil ;
- Nicolau Battestini (ca), un politicien catalan interné au camp du Boulou ;
- Philippe Boher, un rugbyman en rugby à XV, ayant débuté dans le club du Boulou ;
- Josep Rahola i d'Espona (en), un politicien et ingénieur catalan interné au camp du Boulou ;
- Modest Sabaté (ca), un industriel décédé au Boulou ;
- Mercè Rodoreda, l’écrivaine catalane passa par le Boulou lors de son exil;
- Enric Moner, membre de la résistance intérieure française, arrêté par la Gestapo puis déporté et assassiné dans les camps de concentration nazis, a vécu au Boulou avec sa famille[73].

### Héraldique
| Blason de Boulou (Le) | Blason  | D'argent, à une fleur de lys d'azur en chef, accompagnée en pointe d'un vol abaissé de sable, à la bordure de gueules. |
| Blason de Boulou (Le) | Détails | Le statut officiel du blason reste à déterminer.                                                                       |

#### Ouvrages
- Henry Aragon, Étude historique sur Le Boulou (Roussillon), Perpignan, Gilles & Dufour, 1924
- André Bonnery, M. Burrini, Jean-Bernard Mathon et F. Saunier, Le Boulou : Itinéraires culturels transfontaliers : Actes des conférences du cycle 1999, Le Boulou, I T, 2001
- Pierre Cantaloube, Le Boulou et le Tech, Maureillas-Las Illas, Pierre Cantaloube, coll. « Série Franchissement du Tech à travers les âges », 1997, 133 p. (BNF 37083709)
- Jacques-Michel Ducros, Les vieilles pierres du pays catalan, J.M.D., 2006, 386 p.
- Denise Vergès-Courtois, Le Boulou : "El Volo", Pyrénées-Orientales : mon village et ses thermes, Paris, Éd. la Poste d'autrefois, 2008, 128 p. (BNF 41190792)
- Jean Versmée, Le Boulou à l'Étoile, Le Boulou, Impr. Imago, 1991, 12 p. (BNF 35744703)

#### Articles
- Roger J. Archambault, « Un homme, un atelier, une œuvre… et si l’on parlait du maître de Cabestany », Cahiers de la Rome, no 9,‎ 2000, p. 59-62 (ISSN 1248-1793)
- S. Barba, « J’ai perdu mon cœur au Boulou », Cahiers de la Rome, no 18,‎ 2009, p. 55-64 (ISSN 1248-1793)
- Pierre Cantaloube, « Le Boulou, le Tech et ses franchissements », Cahiers de la Rome, no 9,‎ 2000, p. 83-88 (ISSN 1248-1793)
- Pierre Cantaloube, « Les Societés de Secours Mutuels du Boulou », Cahiers de la Rome, no 16,‎ 2007, p. 49-56 (ISSN 1248-1793)
- Pierre Cantaloube, « Les sources du Boulou », Cahiers de la Rome, no 16,‎ 2007, p. 69-74 (ISSN 1248-1793)
- Pierre Cantaloube, « L’église Sainte Marguerite de Molars », Cahiers de la Rome, no 19,‎ 2010, p. 31-34 (ISSN 1248-1793)
- Pierre Cantaloube, « Le clocher de l'église du Boulou : effondrement (1840) et reconstruction (1860-61) », Cahiers de la Rome, no 20,‎ 2011, p. 51-56 (ISSN 1248-1793)
- Georges Castellvi, « Un autel antique en remploi au chevet de l’église Sainte-Marie du Boulou ? », Cahiers de la Rome, no 13,‎ 2004, p. 45-47 (ISSN 1248-1793)
- Georges Castellvi, « Aux origines de la bataille du Boulou », Cahiers de la Rome, no 13,‎ 2004, p. 48-50 (ISSN 1248-1793)
- Georges Castellvi, « Présentation de l’ouvrage de Jacques Laflou (1798-v.1877) sur l’histoire du Boulou », Cahiers de la Rome, no 14,‎ 2005, p. 67-69 (ISSN 1248-1793)
- Georges Castellvi, « Les trompettes (Montesquieu-Le Boulou) », Cahiers de la Rome, no 17,‎ 2008, p. 37-40 (ISSN 1248-1793)
- Georges Castellvi, « Ordre de Saint Louis (collection de la bataille du Boulou) », Cahiers de la Rome, no 19,‎ 2010, p. 37-40 (ISSN 1248-1793)
- A. Catafau, « Le Boulou et Maureillas, deux exemples remarquables de celleres médiévales », Cahiers de la Rome, no 10,‎ 2001, p. 25-34 (ISSN 1248-1793)
- Jacques Chotard, « Pierre Bayle, jeune héros oublié », Cahiers de la Rome, no 15,‎ 2006, p. 29-30 (ISSN 1248-1793)
- Jean Codet, « La bataille du Boulou (30 avril-1er mai 1794) », Cahiers de la Rome, no 11,‎ 2002, p. 41-68 (ISSN 1248-1793)
- A. de Fruyt, « La bataille de Montesquieu (30 avril-1er mai 1794) », Cahiers de la Rome, no 13,‎ 2004, p. 51-60 (ISSN 1248-1793)
- Pascal Dupouy, « La bataille du Boulou (1793-94) », Cahiers de la Rome, no 9,‎ 2000, p. 75-78 (ISSN 1248-1793)
- Nathalie Gouzet, « Les « barques de cul » du Boulou », Cahiers de la Rome, no 12,‎ 2003, p. 39-40 (ISSN 1248-1793)
- Nathalie Gouzet, « Les thermes du Boulou », Cahiers de la Rome, no 14,‎ 2005, p. 26-40 (ISSN 1248-1793)
- Nathalie Gouzet, « De la rue du Régarail à la rue de l’Evolution sociale », Cahiers de la Rome, no 15,‎ 2005, p. 35-42 (ISSN 1248-1793)
- Nathalie Gouzet, « Classement du portail de l’église Ste Marie du Boulou », Cahiers de la Rome, no 16,‎ 2007, p. 41-44 (ISSN 1248-1793)
- Nathalie Gouzet, « Cimetière du Boulou – histoire d’un transfert », Cahiers de la Rome, no 16,‎ 2007, p. 45-48 (ISSN 1248-1793)
- Nathalie Gouzet, « Gros plan sur le cinéma Le Majestic du Boulou », Cahiers de la Rome, no 17,‎ 2008, p. 79-84 (ISSN 1248-1793)
- Jérôme Kotarba et C. Dominguez, « Les recherches archéologiques sur la route départementale 618 au Boulou, site du Pla de Molas/oliu Tort et du Pila », Cahiers de la Rome, no 17,‎ 2008, p. 17-24 (ISSN 1248-1793)
- J. Laflou (XIXe s.) et Georges Castellvi (notes), « Notions historiques du Boulou et des abords primitivement connu sous le nom de Stabulum », Cahiers de la Rome, no 14,‎ 2005, p. 70-76 (ISSN 1248-1793)
- J. Laflou, « Notions historiques du Boulou – chapitre 3 (suite) », Cahiers de la Rome, no 15,‎ 2006, p. 43-48 (ISSN 1248-1793)
- Michel Martzluff, « Les plus anciens peuplements préhistoriques autour du Boulou », Cahiers de la Rome, no 16,‎ 2007, p. 15-36 (ISSN 1248-1793)
- G. Rouquié, Nathalie Gouzet et Georges Castellvi, « Collection « Bataille du Boulou, 1794 » », Cahiers de la Rome, no 10,‎ 2001, p. 48-51 (ISSN 1248-1793)
- Michel-Yves Saint-Dizier, « Acquisition de la collection « Bataille du Boulou » », Cahiers de la Rome, no 9,‎ 2000, p. 11-12 (ISSN 1248-1793)
- Michel-Yves Saint-Dizier, « Le Boulou, circuit culturel », Cahiers de la Rome, no 10,‎ 2001, p. 68-82 (ISSN 1248-1793)
- P. Vigo, « L’invasion espagnole et la bataille du Boulou », Cahiers de la Rome, no 13,‎ 2004, p. 61-66 (ISSN 1248-1793)